# Nuzzo
I Nuzzo, noti anche come de Nuzzo o Noxos, sono una famiglia nobile del Regno di Napoli e delle Due Sicilie di origine greco-laziale.

## Le origini della famiglia
Le sue radici la leggenda le vuole discendere da un nobile feudatario francese venuto in Italia al seguito di Carlo Magno. Come per tutte le famiglie le cui origini si perdono nei tempi antichi, stabilire le vere radici è un'operazione particolarmente difficile. I primi documenti certi datano nel XIV secolo quando Raimondo, figlio di Onofrio, capitano d'arme, uno dei fautori dell'adozione di Alfonso V d'Aragona da parte di Giovanna II, trasferì la sua famiglia da Orvieto in Catanzaro nel 1445 ove risulta iscritta alla Piazza Chiusa dei Nobili di Catanzaro come famiglia di Prima Piazza per decreto di Regio Assenso di S. M. Don Filippo IV Re di Spagna del 19 giugno 1639. Il ramo principale della famiglia risulta estinto. La genealogia diretta porta agli attuali rappresentanti di ramo cadetto per il tramite di Gualtiero che per primo si insediò sul suolo salentino al seguito dell'Imperatore Carlo V che concesse a Ferdinando, come riconoscimento per i servigi resi, fra l'altro, di aggiungere alla propria arma l'aquila imperiale.
La famiglia fu ammessa al Reggimento delle Guardie del Corpo del Re con prove dei quattro quarti e godette gli onori di Corte presso l'antica Real Corte delle Due Sicilie. Vari suoi rappresentanti sono stati protagonisti illustri.